# Mimastra fulva
Mimastra fulva es una especie de insecto coleóptero de la familia Chrysomelidae.
Fue descrita científicamente en 1983 por Kimoto.